# Allen Montgomery Lewis
Sir Allen Montgomery Lewis GCMG GCVO, KStJ (* 26. Oktober 1909 in Castries, St. Lucia; † 18. Februar 1993) war ein Jurist und Politiker aus Saint Lucia sowie zweimaliger Generalgouverneur von Saint Lucia.

## Biografie
Lewis studierte nach dem Schulbesuch Rechtswissenschaft und war nach Beendigung des Studiums als Barrister tätig. Daneben begann er eine politische Laufbahn und war zwischen 1943 und 1951 Mitglied des Legislativrates von Saint Lucia, ehe er 1950 neben George Charles Mitgründer sowie erster Präsident der Saint Lucia Labour Party (SLP) wurde.
Nach der Gründung der Westindischen Föderation am 3. Januar 1958 wurde er Mitglied des Parlaments der Föderation, gehörte diesem aber nur bis 1959 an. Im Anschluss war er zunächst wieder als Barrister und dann von 1962 bis 1967 als Richter am Appellationsgericht von Jamaika (Jamaican Court of Appeal) tätig. Zwischen 1967 und 1972 war Lewis Präsident (Chief Justice) des Obersten Gerichtshofs der Westindischen Assoziierten Staaten, dem heutigen Eastern Caribbean Supreme Court, und danach Kanzler der University of the West Indies (UWI).
Am 5. Oktober 1974 erfolgte seine Ernennung zum Gouverneur von Saint Lucia. Nach der Souveränität am 22. Februar 1979 wurde er dann erster Generalgouverneur und repräsentierte als solcher die britische Monarchin Elisabeth II. bis zum 19. Juni 1980. Nach dem Rücktritt seines Nachfolgers Boswell Williams folgte er diesem am 13. Dezember 1982 im Amt des Generalgouverneurs und bekleidete diese Funktion bis zum 30. April 1987.
Sein Sohn Vaughan Allen Lewis war Premierminister von St. Lucia zwischen April 1996 und Mai 1997.